# 泉崎国際サイクルスタジアム
泉崎国際サイクルスタジアム（いずみざきこくさいサイクルスタジアム）は、福島県西白河郡泉崎村に所在する自転車競技場である。施設は福島県が所有し、管理と運営は泉崎村が行っている。

## 概要
1995年（平成7年）に開催された第50回国民体育大会（ふくしま国体）の自転車競技会場として使用するために、1993年（平成5年）に開設された。日本の自転車競技場として初めて国際自転車競技連合（UCI）の設計基準を満たした施設であり、開設当時は日本で唯一の国際規格準拠の競技場であった。
バンク（競走路）は1周333.3mで、最大傾斜（カント）は38度に達する。この傾斜は日本の自転車競技場の中でも特に大きいものの一つであり、高速でのコーナリングを可能にしている。その設計から好記録が出やすいバンクとして知られている。競技場はUCIの基準において、オリンピックや世界選手権（現在は250mバンクでの開催が規定）を除く国際大会の開催が可能なカテゴリに属する。
開設以来、全日本自転車競技選手権大会やジュニアオリンピックカップなど、国内の主要な自転車競技大会の舞台となっているほか、ナショナルチームの強化合宿や競輪選手の練習拠点としても活用されている。

## 沿革
- 1993年（平成5年） - 開設。
- 1995年（平成7年） - 第50回国民体育大会（ふくしま国体）の自転車競技（トラック・レース）会場となる。
- 1998年（平成10年） - 第1回全日本自転車競技選手権大会トラック・レースが開催される。
- 2011年（平成23年）3月11日 - 東日本大震災で走路に亀裂や陥没が生じるなどの甚大な被害を受け、使用不能となる。
- 2013年（平成25年）8月 - 走路改修工事[8]が完了し、約2年5ヶ月ぶりに利用を再開した[2]。

## 施設
さつき公園内に位置し、周辺には野球場やプール、宿泊研修施設「泉崎カントリーヴィレッジ」などが整備されており、合宿などでの利用にも適している。

### バンク
- 周長: 333.3m
- 最大カント（最大傾斜角度）: 38度
- 観客収容人数: 576人

走路の内側は広場となっており、イベントなどで利用されることもある。

### 付帯施設
- BMXコース: 近年、子ども向けのランニングバイクレースやサイクルフェスタなどのイベントが開催されている[10]。

## 主な開催大会
- 全日本自転車競技選手権大会
- JOCジュニアオリンピックカップ自転車競技大会
- 全国高等学校選抜自転車競技大会
- 東日本学生選手権
- LinkTOHOKU トラックリーグ[11]

## 拠点とする主な選手
福島県の中通り地方に在住する競輪選手の練習拠点となっており、2004年のアテネオリンピック・チームスプリントで銀メダルを獲得した伏見俊昭も当地で練習を積んだことで知られる。

## アクセス
- JR東北本線・泉崎駅から徒歩約20分。
- 東北自動車道・矢吹ICから車で約10分。